# Thomas Böhm (Kolumnist)
Thomas Böhm (* 1954 in Hamburg) ist ein freier Autor und Kolumnist aus Berlin.

## Leben
Thomas Böhm ist in Hamburg geboren und aufgewachsen.
Böhm begann seine journalistische Karriere bei der gerade neu gegründeten taz, wo er zuerst als Volontär und dann seit 1984 als Musikredakteur arbeitete. Danach war er bis 1990 freier Mitarbeiter des Journalistenbüros »Presstige«. Er schrieb in dieser Zeit als freier Autor unter anderem für die Zeit, den Tagesspiegel, den Stern, Vogue, tip und Zitty. Nebenher arbeitete er als Musiker und Karikaturist.
Ab 1992 war er für 13 Jahre bei der B.Z., wo er unter anderem eine tägliche Hunde-Kolumne (»Shiva, meine beste Freundin«) schrieb.
Ende 2010 war er Mitbegründer der rechtspopulistischen Kleinpartei Die Freiheit, für die er ehrenamtlich als Pressesprecher arbeitete. 2011 und 2012 veröffentlichte er dann in zwei Büchern die Beiträge aus seiner Hundekolumne bei der B.Z.
Böhm war von 2012 bis Anfang 2018 Chefredakteur des von ihm gegründeten Blogs „Journalistenwatch“.  Seine Ehefrau, Marilla Slominski, übernahm von ihm die Chefredaktion. 2015 veröffentlichte er das Buch Des Wahnsinns fette Leute, eine satirische Betrachtung gesellschaftspolitischer Verhältnisse.
Böhm war zudem von Mai 2016 bis Dezember 2022 Bundesgeschäftsführer des rechtspopulistischen Vereins Bürgerbewegung Pax Europa.

## Werke
- Herrchen hüpf! Nach den lustigen Shiva-Kolumnen der BZ. Pax et Bonum, Berlin 2011, ISBN 978-3-941809-08-6.
- Shiva kläfft und Herrchen hüpft. Pax et Bonum, Berlin 2012, ISBN 978-3-943650-28-0.
- Des Wahnsinns fette Leute. Juwelen, Tönisvorst 2015, ISBN 978-3-945822-35-7.